# Клуб Хенерал Диас
Клуб Хенерал Диас, по-известен просто като Хенерал Диас, е парагвайски футболен клуб от град Луке. Отборът е основан през 1917 г., но едва през 2012 успява да си спечели промоция в Примера дивисион за първи път в клубната история.